# Steven Ross
Steven Ross (* 17. September 1927 als Steven Jay Rechnitz in New York City; † 20. Dezember 1992 in Los Angeles) war ein Manager von Warner Communications.

## Leben
Steven Ross wurde als Steven Jay Rechitz in eine Familie jüdischer Einwanderer im Bezirk Brooklyn geboren. Seine Familie benannte sich bald darauf in Ross um.
Ross war drei Mal verheiratet und starb 1992 an Prostatakrebs.

## Karriere
Ross bekam durch die Hochzeit mit Carol Rosenthal, eine Stelle beim Bestattungsunternehmen ihres Vaters, Riverside. Er begann die Fahrzeuge des Unternehmens zu vermieten, solange sie nicht gebraucht wurden. Später wurde Riverside von der Kinney Parking Company übernommen, die schließlich 1966 mit der National Cleaning Company fusionierte.
Diese Kinney National Company stieg, mit Ross an der Spitze, ein Jahr später in die Unterhaltungsindustrie ein und übernahm Panavision und Warner Bros., verkaufte aber im Gegenzug alle nicht mit der Unterhaltungsindustrie verbundenen Geschäfte und benannte sich in Warner Communications um.
Kurz vor seinem Tod schloss Ross das Unternehmen mit Time Inc. zusammen und formte so Time Warner.

## Ehrungen
Auf dem Studiogelände von Warner Bros. in Burbank wurde 1995 das Steven J. Ross Theater eröffnet.